# Joan Solà i Cortassa
Joan Solà i Cortassa, né le 10 janvier 1940 à Bell-lloc d'Urgell (province de Lérida, Catalogne) et mort le 27 octobre 2010 à Barcelone, est un linguiste et philologue catalan.

## Biographie
Joan Solà i Cortassa étudie à Lleida et en 1965 il obtient le diplôme de philologie classique de l’université de Barcelone. En 1970, il y est reçu docteur en philologie catalane. Plus tard, il poursuit ses études en linguistique générale dans les universités de Reading et d’Exeter (Grande-Bretagne).
Depuis 1966, Joan Solà est professeur de linguistique catalane à l’Université de Barcelone. À la fin de 1983, il y obtient la chaire de langue et littérature catalanes. En juin 2010, l’université de Barcelone nomme Joan Solà professeur émérite.
Il enseigne également la linguistique catalane et d'autres sujets de linguistique générale dans plusieurs établissements, publics ou privés, par exemple, à l’université autonome de Barcelone (1968-1970), à l’École de maîtres Rosa Sensat (1965-1970 et 2001-2002), à l’École de journalisme de l’Église (1967-1969), à l'université d’été de Prades (1971), à la Chaire Ramon Llull de Majorque (1977-1990 et 1995), à l’université d’été de Lleida (1995), à l’université Rovira i Virgili ou à l'université de Gérone. Il enseigne aussi des masters et des études de troisième cycle universitaire de linguistique appliquée, d’édition et de lexicographie.
Ses références principales sont Pompeu Fabra, Joan Coromines et Noam Chomsky. Joan Solà devient lui-même un point de repère sur la scène universitaire et intellectuelle catalane. Il assiste régulièrement à des congrès internationaux de langue et littérature catalanes, entre autres, à Strasbourg (1968), Rome (1982), Toulouse (1988), Vancouver (1990), Washington (1994), Indiana (1995), Saint-Pétersbourg (1996), Tübingen (2006) ou Berlin (2007), où il fait des contributions dans le domaine de la linguistique catalane. Depuis 1999, il est membre de la Section philologique de l’Institut d'Estudis Catalans (IEC) et en juin 2009, il en devient le second vice-président. Il fait partie de la Commission catalane de relations avec l’UNESCO.
Il est l'auteur d'une quarantaine de livres sur la syntaxe, l'histoire de la langue, le lexique, la ponctuation, la typographie, la bibliographie et d'autres sujets de linguistique et  de sociolinguistique. Entre autres choses, il est codirecteur avec Jordi Mir de l’édition des Obres Completes de Pompeu Fabra (5 des 9 volumes ont déjà été publiés actuellement), éditeur de L’Obra de Joan Coromines : cicle d’estudi i homenatge (1999) et directeur de la Gramàtica del Català Contemporani (la quatrième édition, définitive, est de 2008). Il travaille à la rédaction de la syntaxe de la nouvelle grammaire normative de l’IEC. Il réalise aussi des tâches d'assistance linguistique, comme la très célèbre méthode multimédia de catalan pour étrangers Digui, digui (1984), à la Mairie de Barcelone (1991-1995), au Consortium pour la normalisation linguistique (depuis 1991) et à La Caixa.
Simultanément, Joan Solà fait un important travail de divulgation dans les médias. Depuis 1974, il publie plus de huit cents articles dans la presse. Les plus importants sont les articles publiés au Diari Barcelona, El Món et, surtout, les articles publiés dans la colonne « Parlem-ne », du supplément Cultura du journal Avui. Il collabore à l’émission Bon dia, Catalunya de TV3 entre 1994 et 1997 et il participe aussi à des débats radiophoniques.
Joan Solà obtient plusieurs prix. On peut souligner le Prix à la Recherche Linguistique de la Fundació Enciclopèdia Catalana (1991) et le Prix de Recherche Crítica Serra d’Or par l’œuvre Història de la Lingüística Catalana, 1775-1900. Repertori Crític (1999), le Prix Sanchis Guarner de la Fundació Jaume I par la Gramàtica del Català Contemporani ou la médaille Narcís Monturiol (2003) au mérite scientifique et technologique, pour son travail de recherche synchronique et diachronique sur la langue catalane et pour son travail de divulgation des connaissances sur cette langue. En 2005, Joan Solà reçoit la Creu de Sant Jordi. En 2009, il est nommé docteur honoris causa de l’université de Lérida et il reçoit le Prix d'honneur des lettres catalanes. En 2010, il est distingué en reconnaissance à toute une trajectoire en défense de la langue et de la culture catalanes avec les prix Joan Coromines, attribués par la Coordination d’associations pour la langue catalane.
Le 21 octobre 2010, le journal Avui publie le dernier article de Joan Solà, intitulé Adéu-siau i gràcies!, où le linguiste dit au revoir à ses lecteurs après avoir écrit un article par semaine dans la presse pendant 36 ans.
Joan Solà meurt d'un cancer le 27 octobre 2010 à l’âge de 70 ans à Barcelone.
Avant le décès, le linguiste avait fini le livre L’Última Lliçó, que l’éditeur Empúries publiera après Noël 2010. Il contient des interventions de son année de gloire, 2009, où Joan Solà a réuni tous les grands prix et les reconnaissances, et quelques autres textes. Il reproduit le discours qu’il a prononcé à la réception du Prix d’honneur des Lettres catalanes, le discours qu'il a prononcé en tant que docteur honoris causa à l'université de Lérida, la dernière conférence à l'université de Barcelone (Construcció d'una sintaxi normativa. Criteris. Exemples)...

## Œuvres
- Estudis de sintaxi catalana. Barcelone: Edicions 62, 2 vols., 1972-1973. (Vol I: 2ª éd., 1973; 3ª éd., 1980; 4ª éd., 1985 / Vol II: 2ª éd., 1978; 3ª éd., 1982; 4ª éd., 1993)
- A l'entorn de la llengua. Barcelone: Laia, 1977. (2ª éd., 1984)
- Del català incorrecte al català correcte. Història dels criteris de correcció lingüística. Barcelone: Edicions 62, 1977. (2ª éd., 1985)
- Pompeu Fabra, Sanchis Guarner i altres escrits. València, Eliseu Climent, 1984.
- Problemàtica de la normativa del català. Actes de les Primeres Jornades d'Estudi de la Llengua Normativa [avec M. Teresa Cabré i Castellví, Joan Martí i Castell et Lídia Pons i Griera]. Barcelone: Publicacions de l'Abadia de Montserrat, 1984.
- Sintaxi generativa catalana [avec Sebastià Bonet]. Barcelone: Enciclopèdia Catalana, 1986. (Réimpression, 1988)
- L'obra de Pompeu Fabra. Barcelone: Teide, 1987. (2ª éd., 1991)
- Qüestions controvertides de sintaxi catalana. Barcelone: Edicions 62, 1987. (2ª éd., 1989; 3ª éd., 1994)
- Actes de les Segones Jornades d'Estudi de la Llengua Normativa [avec M. Teresa Cabré, Joan Martí et Lídia Pons]. Barcelone: Publicacions de l'Abadia de Montserrat, 1987.
- Tractat de puntuació [avec Josep M. Pujol]. Barcelone: Columna, 1989. (2ª éd., 1990; 3ª éd.-réimpression, 1990; 4ª réimpression, 1992)
- Actes de les Terceres Jornades d'Estudi de la Llengua Normativa [avec Joan Martí et Lídia Pons]. Barcelone: Publicacions de l'Abadia de Montserrat, 1989.
- Lingüística i normativa. Barcelone: Empúries, 1990.
- Episodis d'història de la llengua catalana. Barcelone: Empúries, 1991.
- Sobre lexicografia catalana actual. [Joan Solà (prologue et édition)]. Barcelone: Empúries, 1992.
- La llengua, una convenció dialèctica. Barcelone: Columna, 1993.
- Sintaxi normativa: estat de la qüestió. Barcelone: Empúries, 1994. (2ªéd., 1994; 3ª éd., 1997)
- Gramàtica i lexicografia catalanes: síntesi històrica [avec Albert Rico]. València: Universitat de València, 1995.
- Ortotipografia. Manual de l'autor, l'autoeditor i el dissenyador gràfic [avec Josep M. Pujol]. Barcelone: Columna, 1995. (2ª éd., 1995; 3ª éd., 2000)
- Història de la lingüística catalana, 1775-1900. Repertori crític [avec Pere Marcet i Salom]. Vic: Eumo, 1998.
- L'obra de Joan Coromines. Cicle d'estudi i homenatge [Joan Solà (éd.)]. Sabadell: Fundació Caixa de Sabadell, 1999.
- Parlem-ne. Converses lingüístiques. Barcelone: Proa, 1999.
- La terminologia lingüística en l'ensenyament secundari. Propostes pràctiques avec Jaume Macià Guilà. Barcelone: Graó, 2000.
- Gramàtica del català contemporani [avec Maria-Rosa Lloret, Joan Mascaró et Manuel Pérez Saldanya]. Barcelone: Empúries, 2002. (2a. éd. i 3a. éd., 2002 i 4a. éd. définitive, 2008).
- Ensenyar la llengua. Barcelone: Empúries, 2003.
- Pompeu Fabra, Obres completes [aux soins de Joan Solà et Jordi Mir]. Barcelone/València/Palma: Enciclopèdia Catalana S.A./Edicions 62/Edicions 3i4/Moll, vol. I, 2005; vol. II, 2006; vol. III, 2006; vol. IV, 2008 i vol. V, 2007.
- Plantem cara [Neus Nogué (prologue) et Helena Gonzàlez (indice)]. Barcelone: La Magrana, 2009.